# Joseph D. Sayers
Joseph Draper Sayers, född 23 september 1841 i Grenada, Mississippi, död 15 maj 1929 i Austin, Texas, var en amerikansk demokratisk politiker. Han var ledamot av USA:s representanthus 1885–1899 och guvernör i Texas 1899–1903. Under Sayers mandatperiod som guvernör drabbades Texas kust av Orkanen Galveston.
Sayers deltog i amerikanska inbördeskriget i sydstatsarmén och avancerade till major. Efter kriget studerade han juridik och inledde sin karriär som advokat i Texas. Han tjänstgjorde som viceguvernör i Texas 1879–1881 under guvernör Oran M. Roberts. Sayers efterträdde 1885 John Hancock som kongressledamot. Efter valsegern i guvernörsvalet 1898 fick Sayers ta itu med naturkatastrofer. Först i tur var översvämningen av Brazos River och sedan år 1900 Orkanen Galveston, den värsta naturkatastrofen i USA:s historia vad gäller antalet dödsoffer. Sayers efterträddes 1903 som guvernör av S.W.T. Lanham.
Sayers gravsattes på Fairview Cemetery i Bastrop.